# شهرستان کریتندن (کنتاکی)
شهرستان کریتندن، کنتاکی (به انگلیسی: Crittenden County, Kentucky) یک سکونتگاه مسکونی در ایالات متحده آمریکا است که در کنتاکی واقع شده‌است.